# Kamilo Antolović

Kamilo Antolović (Maglaj, BiH, 22. ožujka 1961.). hrvatski marketinški stručnjak.
 Sudjelovao je je u pripremi niza zakona i kodeksa iz područja tržišnog komuniciranja. Gost predavač je na Fakultetu političkih znanosti i Filozofskom fakultetu u Zagrebu. Predavač je na FESTO i na programima HOZ-a (Hrvatski oglasni zbor). Donedavni je predsjednik HURA i predsjednik Organizacijskog odbora PRIME-a, a sada član Suda časti HURA. Dobitnik više priznanja na Festivalima Društva hrvatskih propagandista.